# Peggy Waleska
Peggy Waleska (Pirna, 11 aprile 1980) è una canottiera tedesca.

## Palmarès

### Olimpiadi
- 1 medaglia:
  - 1 argento (Atene 2004 nel due di coppia)

### Mondiali
- 4 medaglie:
  - 2 ori (Lucerna 2001 nel quattro di coppia; Siviglia 2002 nel quattro di coppia)
  - 2 bronzi (Milano 2003 nel quattro di coppia; Poznan 2009 nel quattro di coppia)